# اتحاد الرمشي
نادي اتحاد الرمشي  هو نادي جزائري مقرّه في الرمشي، معروف بنادي كرة القدم، أحد أبرز وأقدم النوادي الجزائرية. تأسس سنة 1928.يلعب النادي في ملعب 18 فيفري في مدينة الرمشي ولاية تلمسان.

## تشكيلة الفريق لموسم 2012-2013
الحارس:بضياف:1
الحارس:بن دحمان:23
الدفاع:برايح:3
الدفاع:بن عيادي:2
الدفاع:براهيمي:18
الدفاع:خلفاوي:22
الدفاع:محي الدين:
الدفاع:بوزيدي:
الدفاع:حدو:21
الدفاع:روليني:
الوسط:بلماحي:8
الوسط:فرحاني:4
الوسط:سبيح:6
الوسط:حجي:10
الهجوم:جلطي:7
الهجوم:قنانو:1
الهجوم:عواد:19
الهجوم:بن يوب:14
الهجوم:بوشنتوف:13